# 쉐보레 실버라도
쉐보레 실버라도(The Chevrolet Silverado)는 쉐보레 브랜드로 출시한 GM의 풀 사이즈급 픽업 트럭이다. 형제차로는 GMC 시에라 (Sierra)가 있다.
미드사이즈급인 콜로라도보다 한 체급 위인 풀 사이즈급 픽업 트럭이다. 1998년에 미국에서 C/K 시리즈의 후속 차종이자, 미국 자동차 시장의 대표적인 스테디셀러 모델인 포드 F 시리즈 다음으로 큰 크기의 픽업 트럭으로 출시됐다. 실버라도는 2008년 상반기 미국에서 231,320대가 팔렸다. 실버라도의 경쟁 모델인 포드 F 시리즈는 같은 시기에 274,713대가 팔렸고, GMC 시에라는 83,174대가 팔렸다. GM의 브랜드인 쉐보레, GMC의 픽업 트럭 판매량을 모두 합치면 포드 F 시리즈보다 14.5% 더 많이 팔렸으며 전년 상반기 대비 15% 증가한 수치다.
실버라도의 플랫폼은 쉐보레 서버번, 쉐보레 타호, GMC 유콘, 캐딜락 에스컬레이드와 공용한다. 엔진 또한 에스컬레이드와 타호에 장착되는 426마력 V8 6.2리터 OHV 가솔린 엔진을 공용하고, 10단 자동변속기가 장착된다.
대한민국에는 실버라도가 들어오지 않고, 실버라도의 형제차인 GMC 시에라를 출시했다. 한국지엠에서 2023년 2월 6일에 5세대 시에라를 출시했으며, GMC 전용 홈페이지에서 온라인으로 주문을 받아 판매한다. 시에라의 대한민국 복합연비는 6.9km/L다. 미국차 특유의 아이덴티티인 컬럼식 자동변속기 대신 플로어체인지 타입 전자식 자동변속기 레버가 달린다. 시에라는 대한민국에 처음으로 정식 수입되는 풀 사이즈급 픽업트럭이며, 화물차로 형식 승인을 받았다.

## 갤러리

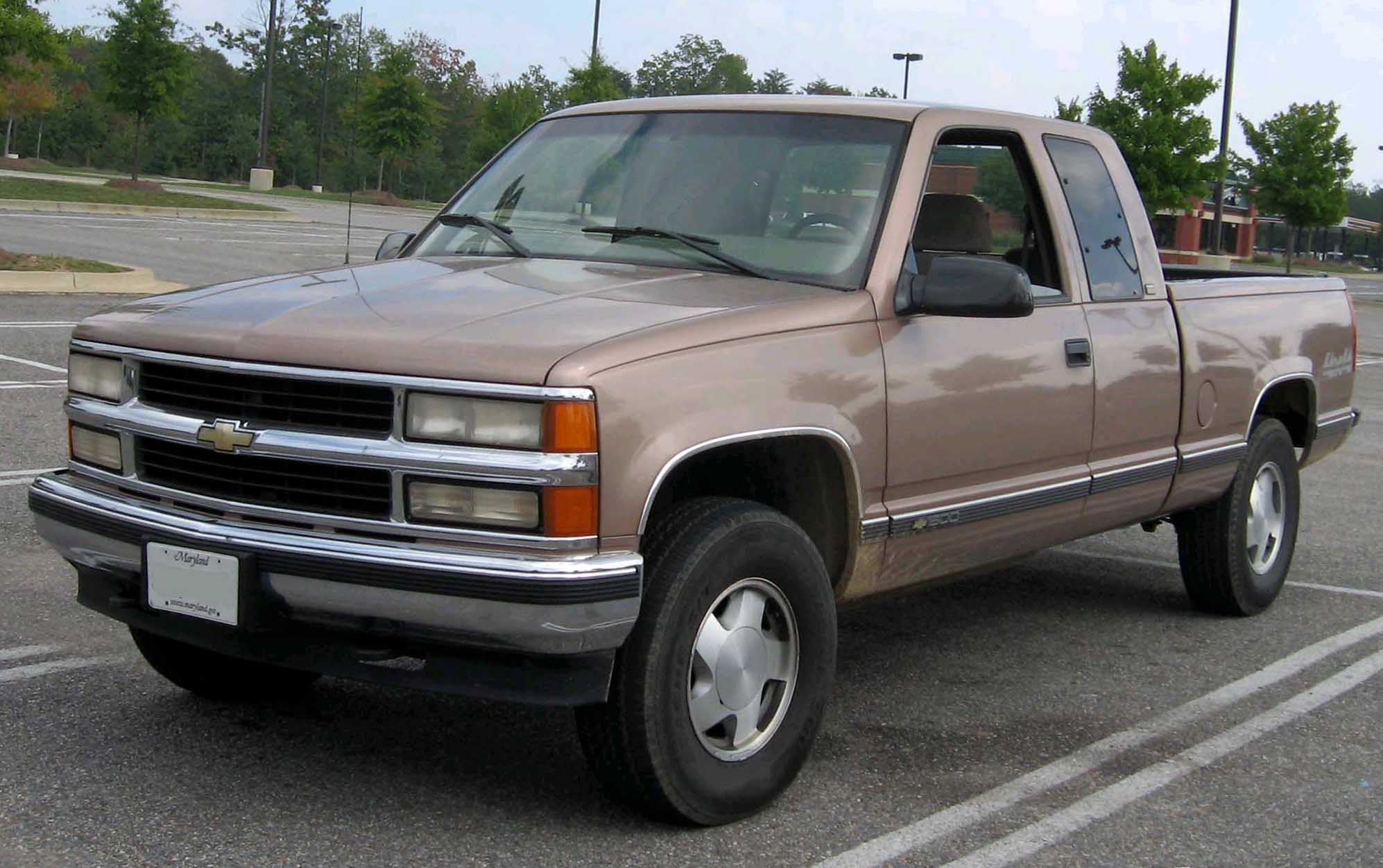
쉐보레 실버라도 1세대 정측면
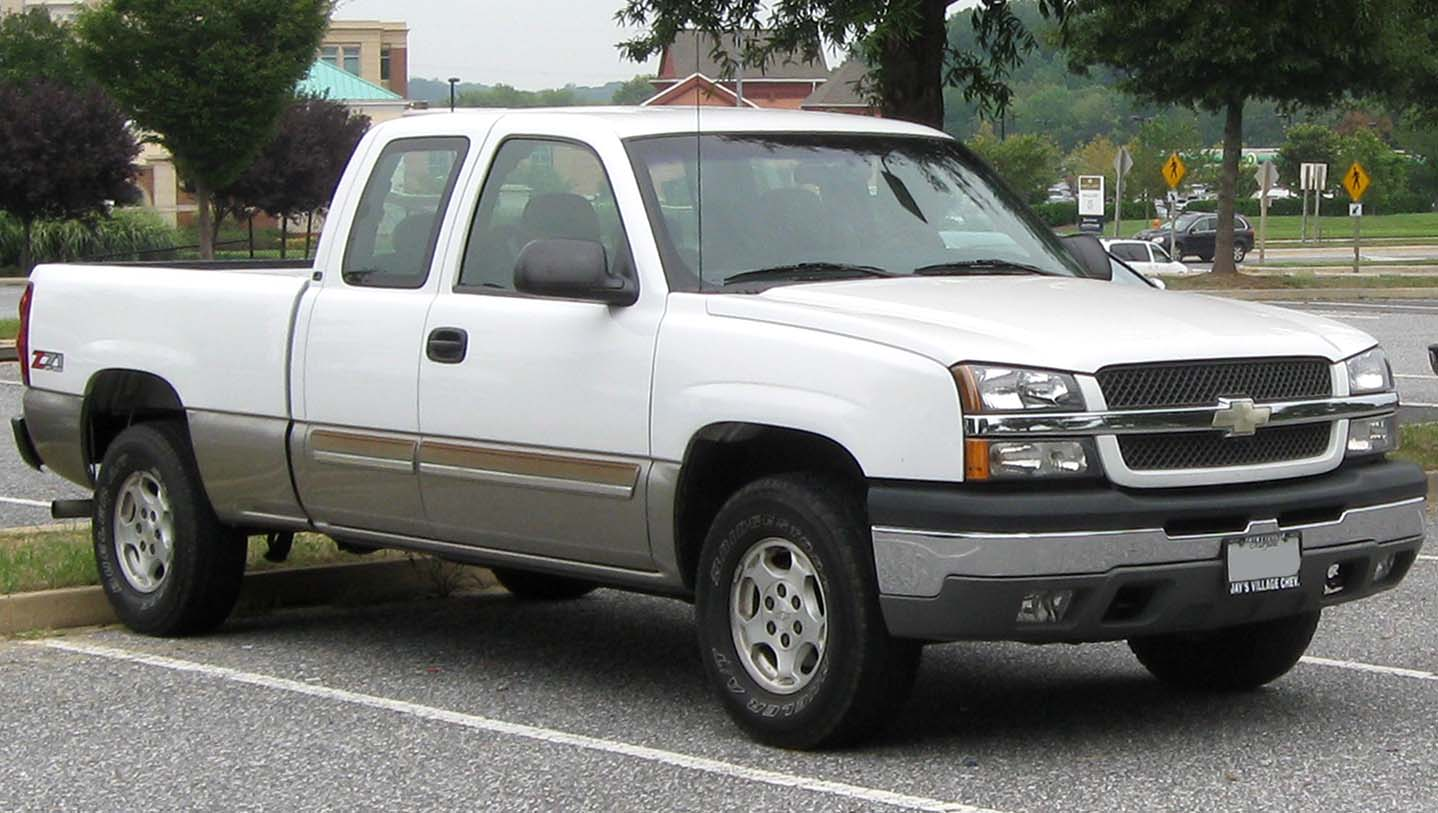
쉐보레 실버라도 2세대 정측면
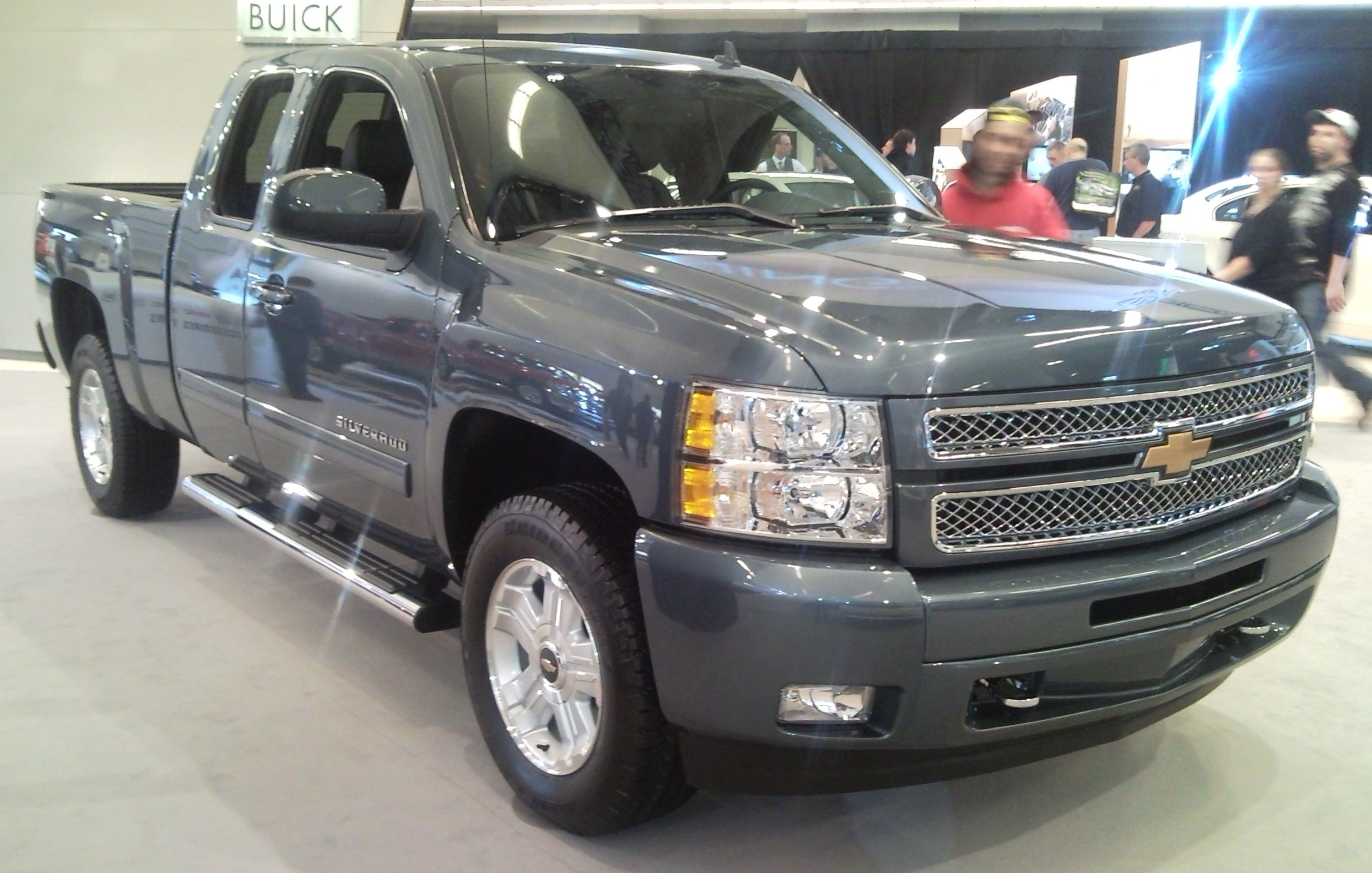
쉐보레 실버라도 3세대 정측면
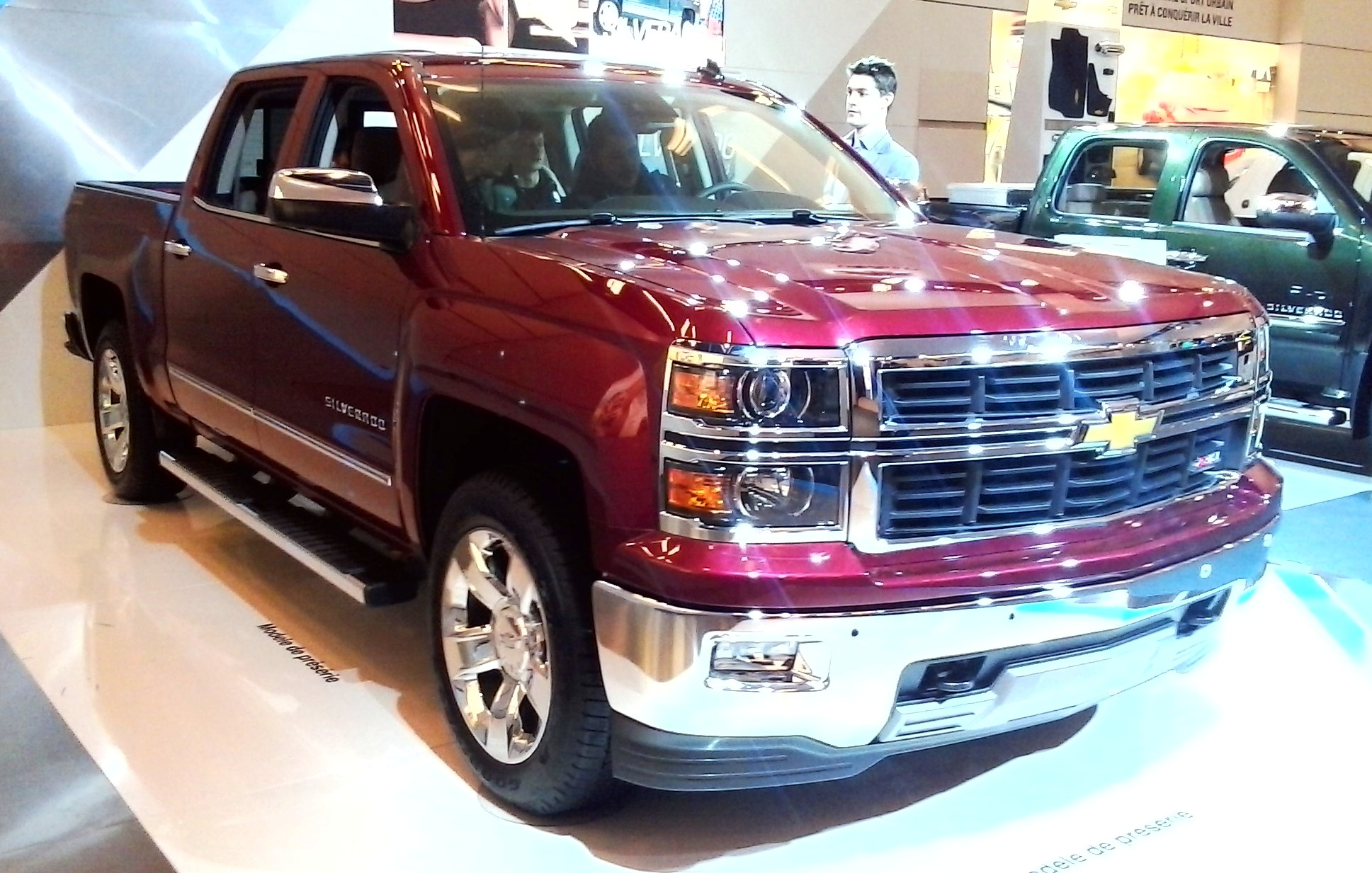
쉐보레 실버라도 4세대 정측면
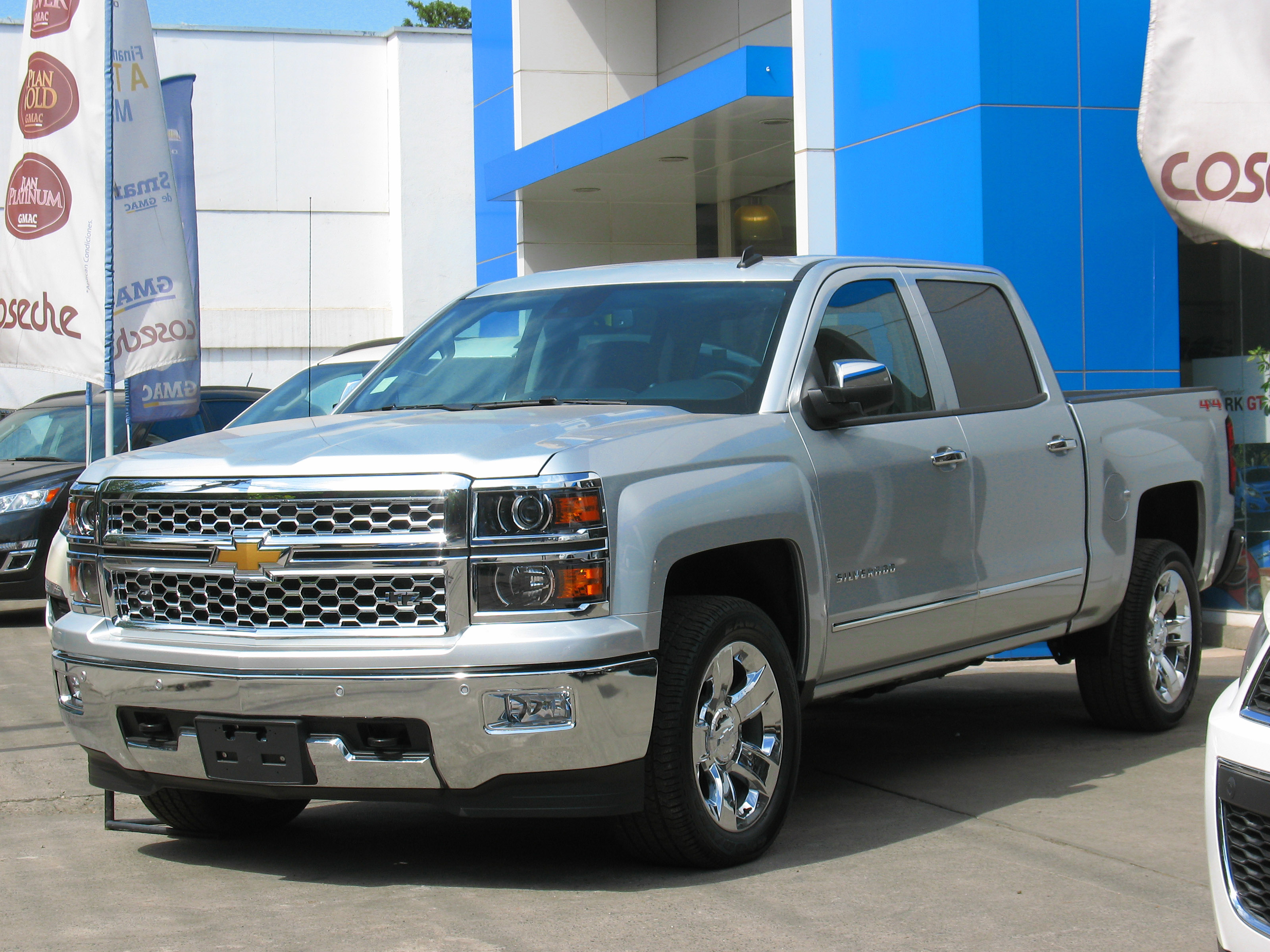
쉐보레 실버라도 4세대 정측면
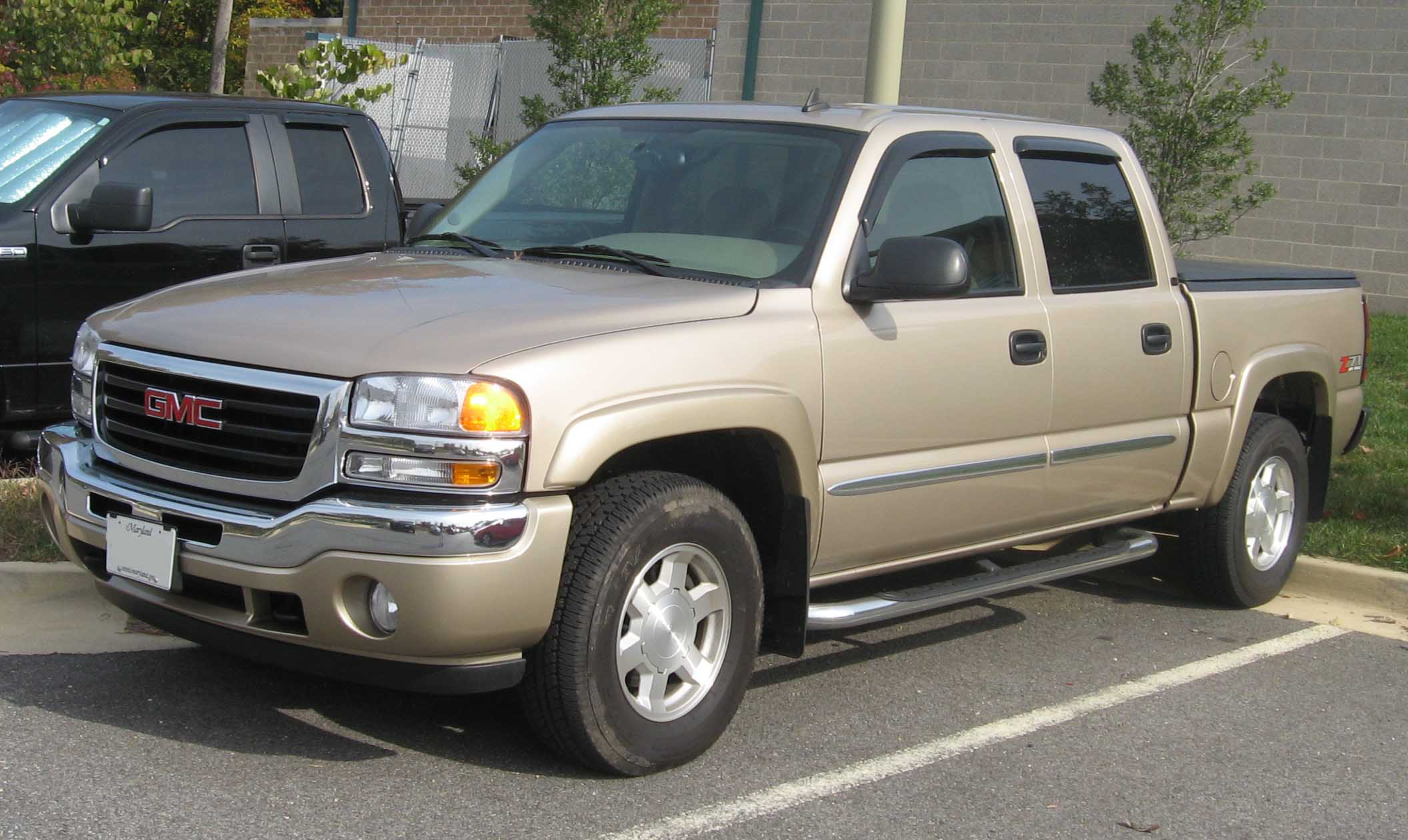
GMC 시에라 1세대 정측면
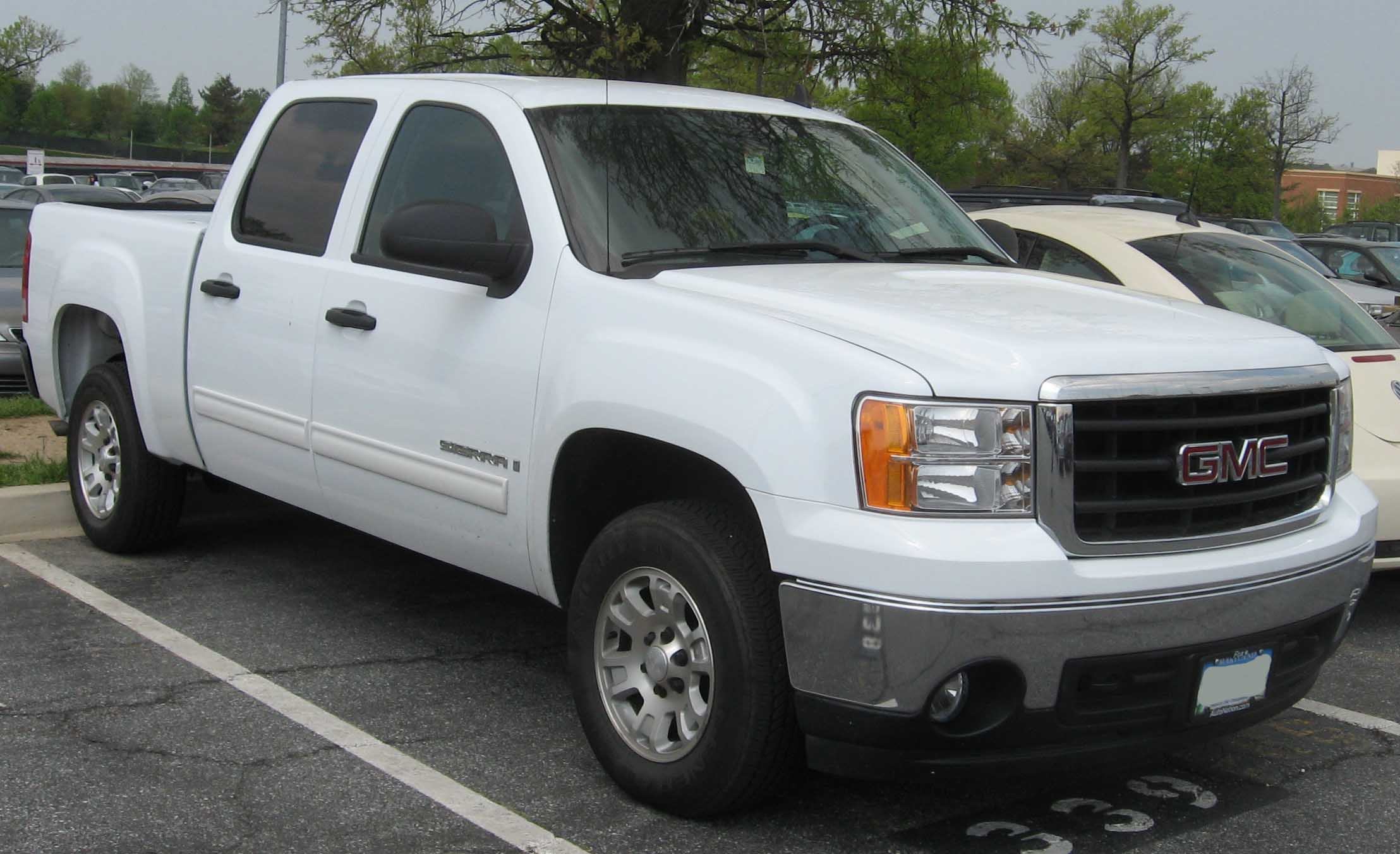
GMC 시에라 2세대 정측면
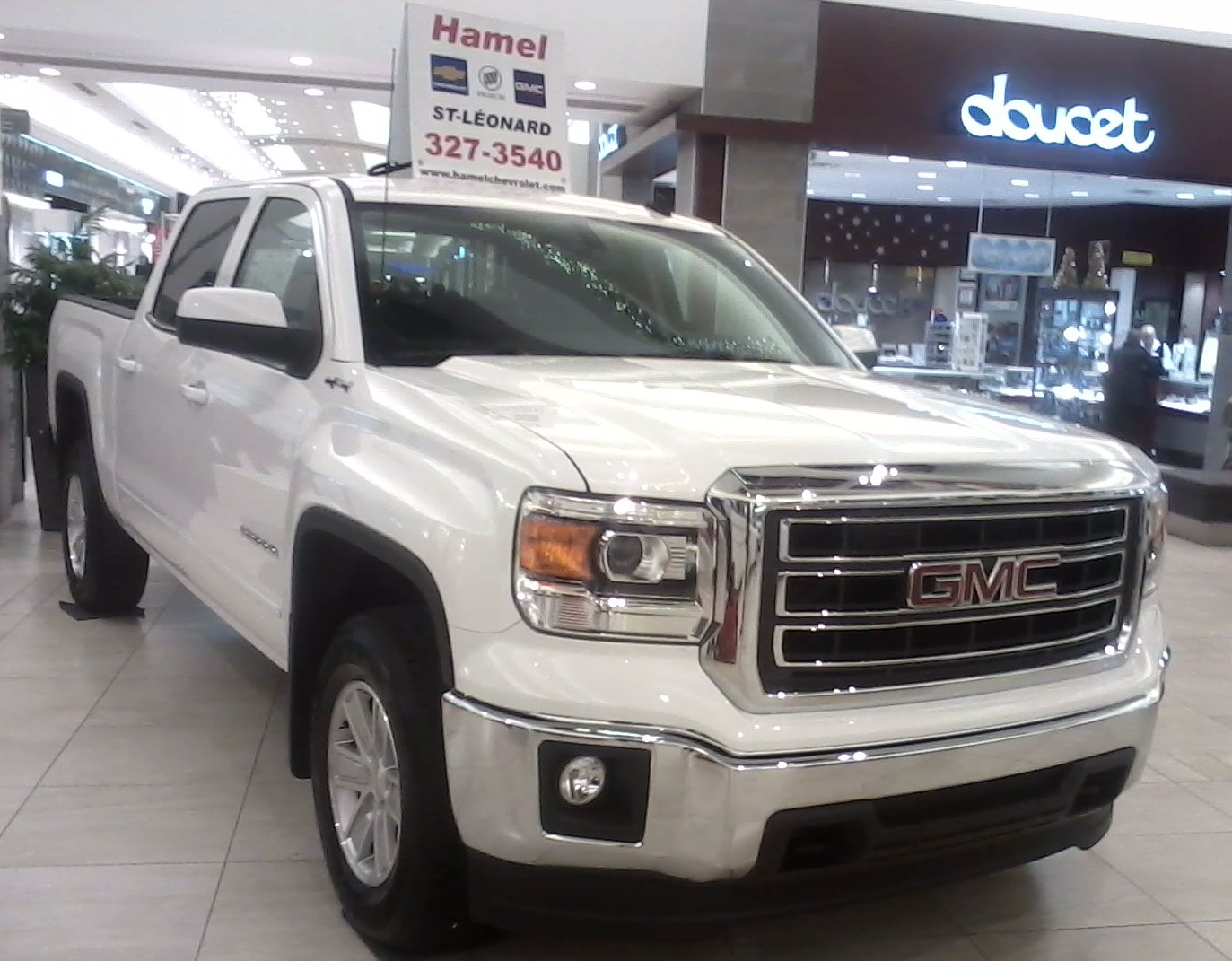
GMC 시에라 3세대 정측면

## 같이 보기
- 쉐보레 아발란체